# オープントップバス
オープントップバスは、開放感と眺望を確保するために屋根の一部または全部を取り払ったバス。オープンカーの一種と考えられる。2階建てバスから改造された事例が多い。

## 概説

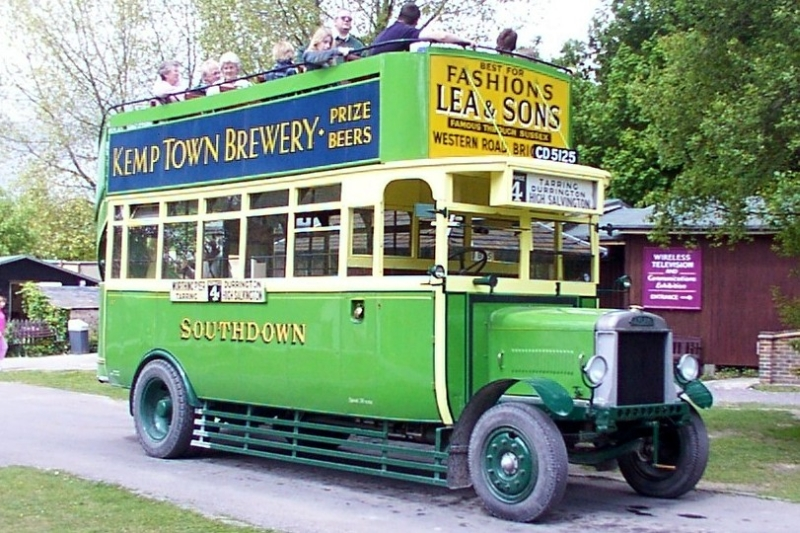
1920年代のレイランド・バスのN型2階建てバス（オープントップ）。イギリスで動態保存されているもの。

1920年代まで、2階建てバスの多くは平屋根のバスの屋上にデッキと客席を設けたものであり、2階部分には元々屋根がつけられていなかった。これがオープントップバスの始まりである。現在でも一般バスの改造により製造されたものが大半である。
近年使用される例としては、眺望を売りにした貸切バスや定期観光バスに使用されるのがもっぱらであり、その構造も昔ながらのデッキ構造であったり、純粋に屋根部分のみがない（雨の時などは幌がかぶせられる構造となっている）ものなど様々である。屋根がないため、温暖な地域においては路線バスに使用される例も散見される。

## 日本におけるオープントップバス
日本においては、1948年（昭和23年）3月、別府市の亀の井バスが運行（大分合同新聞発行『セーノ』2022年3月号に写真つきで掲載）。雨天時には後方に折り畳んて収納していた幌を、手動で前方に張って対応。はとバスは1965年（昭和40年）から1968年（昭和43年）までオープンバスを運行。これは「走るパーラー」と呼ばれた車両（1958年製いすゞBA341P型、川崎航空機製ボディ）の屋根をカットしたものだった。当時は大きな話題となったというが、道路運送車両法上の問題もあって運行を終了した。
1998年には横浜市営バスが廃車直前の一般車（路線バス車両）をオープントップバスに改造し、地元プロ野球チームの横浜ベイスターズの優勝記念パレードに使用した。翌1999年には西鉄が同様の方法で改造したオープントップバスを福岡ダイエーホークスの優勝記念パレードに使用し、翌2000年のリーグ連覇の際にも使用した。これらはパレード用であり一般客の乗用に使用されたことはない。この後のプロスポーツチームの優勝パレードでは特装車や「スカイバス東京」（後述）などのオープントップバスを使用するようになり、一般路線バス改造のオープントップバスは使用されなくなっている。
2000年代より、日本国内でも各地で一般客が乗車できるオープントップバスの運行が開始されている。定期観光バスとして運行されることが多い。
- 日の丸自動車興業グループ「スカイバス」・「スカイホップバス」
  - 定期観光バスの「スカイバス」と、停留所で自由に乗り降りできる路線バスの「スカイホップバス」がある。
  - 2004年9月10日より「スカイバス東京」を東京都内で運行開始、2009年より定期観光バス（乗合）化。2012年6月30日より「スカイホップバス東京」運行開始[3]。
  - スカイバス京都・スカイホップバス京都 - 2015年以降、日の丸グループ傘下の京都市の明星観光バスが定期運行。当初はスカイバス京都を京阪バスへの貸出により京都市内の定期観光バスとして運行していた。
  - スカイバスは千葉でも不定期に運行されている（運行はグループ会社のHMC東京）ほか、2009年には横浜でも運行された。
  - 車両は当初ネオプラン・スカイライナーの改造車を導入（元々は東京都交通局で観光路線バス（二階01系統）として使われていたものを購入後ドイツで改造）。その後自社車両の貸切車「アメリカンドリーム」やスーパーハイデッカーのスペースライナー「コンコルド」、他社車両も購入して改造。2019年からはスペイン製のUNVI Urbisを新造車で導入[4]。
  - 自社運行のほか、オープントップバス車両の貸し出しと運行ノウハウの提供を全国各地にて行っている。
- はとバス「Tokyo Open Top Tour」- 定期観光バス。2009年11月から「オー・ソラ・ミオ」の名称で東京都内にて運行開始。2021年から順次Tokyo Open Top Tourに名称変更[5]。当初はドレクメーラー・メテオールの改造車を導入。その後2011年にバンホール・アストロメガ(TD824)を、2012年に三菱ふそう・エアロキングを改造した車両も追加される。2021年には英国ライトバス・エクリプスジェミニ3を新車で導入している[5]。
- 西鉄バス「FUKUOKA OPEN TOP BUS」 - 2012年3月24日より福岡市で運行開始。途中停留所で自由に乗り降りできる。大型トラック日野・プロフィアをベースに東京特殊車体製、テクノアートリサーチデザインのボディを架装しており、改造車ではなく最初からオープントップバスとして製造された車両である。
- 中国JRバス「めいぷるスカイ」 - 2014年4月19日より広島市で運行開始。定期観光バスとして金・土・日・祝日や夏休み期間中に運行する。三菱ふそう・エアロキングの改造車。2016年の広島東洋カープ優勝パレードでは「スカイバス東京」と共にパレードに使用された。
- JRバス関東 - 2020年秋から「めいぷるスカイ」の1台が転出、塩原温泉や館山市、諏訪湖、軽井沢町などで運行され、2024年9月に引退した[6]。
- 近鉄バス 「OSAKA SKY VISTA」 - 2014年7月10日より夜行高速用からオープントップバスに改造された車両（三菱ふそう・エアロキング）を用いて大阪市にて定期観光バスを運行している[7]。2022年・2023年にはオリックス・バファローズの優勝パレードに起用され、2023年のオリックス・バファローズおよび阪神タイガースの優勝パレードでは明星観光バスのスカイバス京都との混成で運行された。
- 大阪バス 「御堂筋イルミ・SPECIAL TOUR」- 2014年12月1日から2015年1月18日まで実施した御堂筋イルミネーションを見るためのバスツアーに、オープントップバス（三菱ふそう・エアロエース改造）2台を投入して運行[8]。のちに、神戸市内での定期観光バスや「大阪ワンダーループバス」にて使用されている。
- 「大阪ワンダーループバス」 - はとバスから移籍のバンホール・アストロメガ[9] を使用[10]。当初は南海バス・緑風観光が運行受託していたが、両社とも2018年3月に撤退し、大阪バスへ運行委託先を変更した。詳細は当該記事を参照。
- 京浜急行バス「KEIKYU OPEN TOP BUS」- 2017年10月より三崎口駅発着の「KEIKYU OPEN TOP BUS 三浦」が[11]、2019年4月より横浜駅発着の「KEIKYU OPEN TOP BUS 横浜」が[12] それぞれ運行。使用車両ははとバスより導入した三菱ふそう・エアロキング改造車。後に前者は三浦海岸駅発着に改められた上、車両もスカニア製エクリプス ジェミニ3に変更[13]。後者はXR観光バスに転用された後に[14] 運転を終了している。
- 平成エンタープライズ「VIP View Tour」 - 2019年3月29日より東京都内で運行。三菱ふそう・エアロキングの改造車。
- タケヤ交通「グランスカイ」 - 2021年12月にSENDAI光のページェント開催に合わせ仙台市内で運行[15]。2022年より「SENDAIヒカリノBUS」として同イベント時に運行[16]するほか、貸切にも対応。三菱ふそう・エアロキングの改造車[17]。
- 東急バス 「SHIBUYA STREET RIDE」- 2023年3月より主に渋谷区で運行[18]。三菱ふそう・エアロキングの改造車。
- 銀嶺バス・北都交通 - 2007年7月より、函館地区の定期観光バス（北都交通）などに導入していた。車両はいすゞ・スーパークルーザーの改造車で、国産車としては初であった[19]。
- 富士急行「KABA BUS」 - 2010年8月1日から2014年3月21日まで山梨県の富士山・富士五湖などを巡る定期観光バスとして運行。ボルボ・アステローペの改造車。
- 九州産交バス「阿蘇オープントップバス『そらめぐりん』」 - 2011年3月から2012年3月31日まで運行。熊本県阿蘇市の阿蘇草千里と阿蘇中岳火口を結ぶシャトルバス。日野・レインボーRBを改造した車両で、小型のオープントップバスが導入されたのは日本初であった。

スカイバスには乗客の年齢制限がないが、それ以後に開設されたFUKUOKA OPEN TOP BUSなどでは、事故防止のため3歳以下の乳幼児の乗車を禁止していることが多い。

## ギャラリー

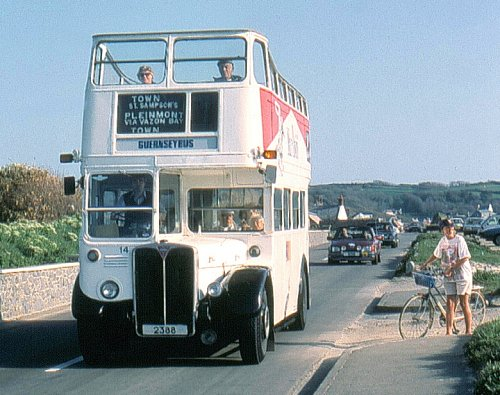
ルートマスターを改造したオープントップバス（イギリス・ガーンジーにて）
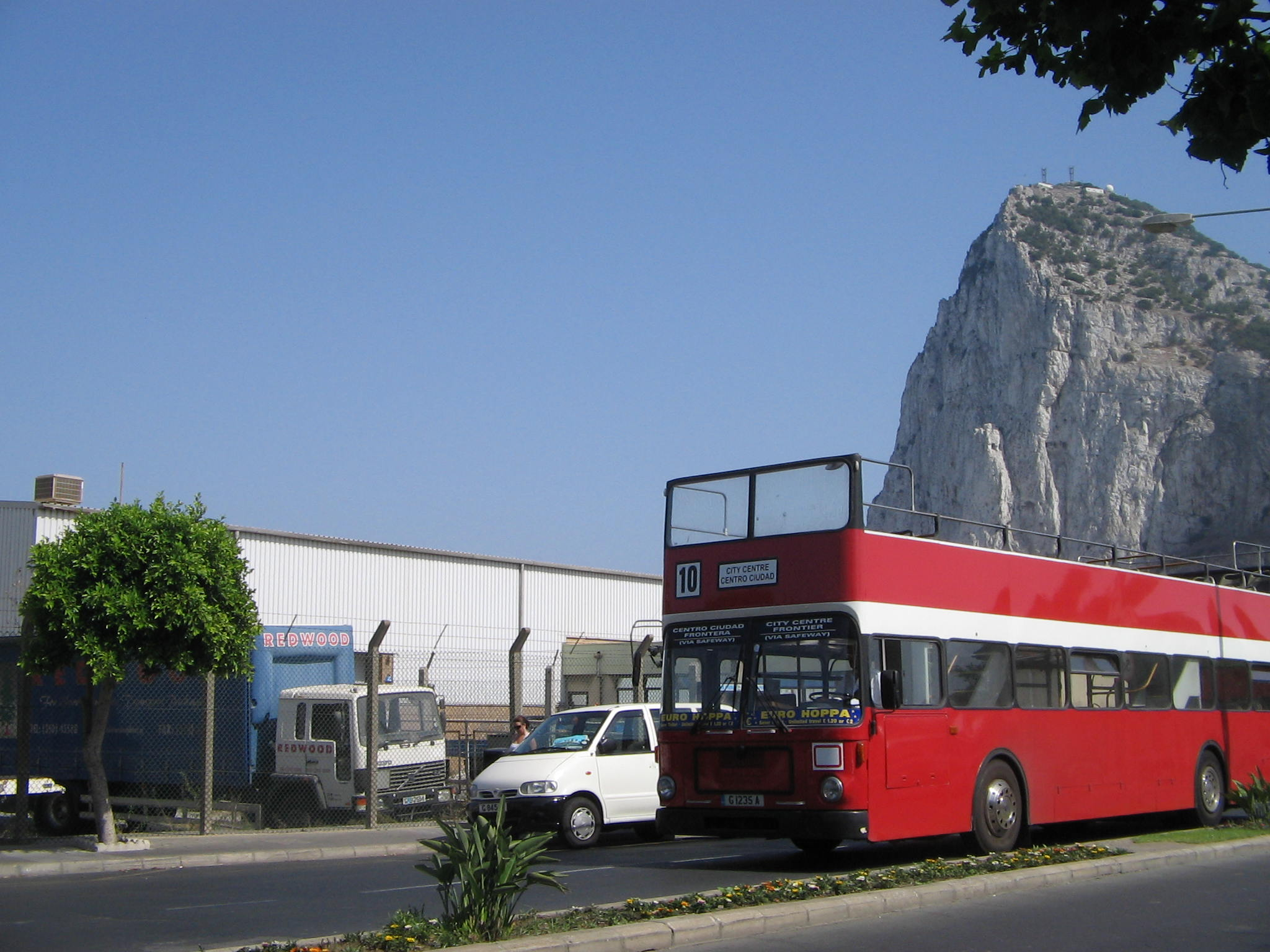
ジブラルタルで使用されるオープントップバス
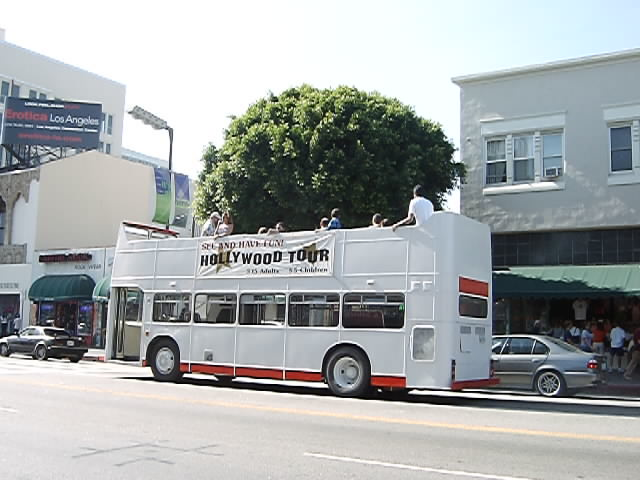
ハリウッドで使用されるオープントップバス
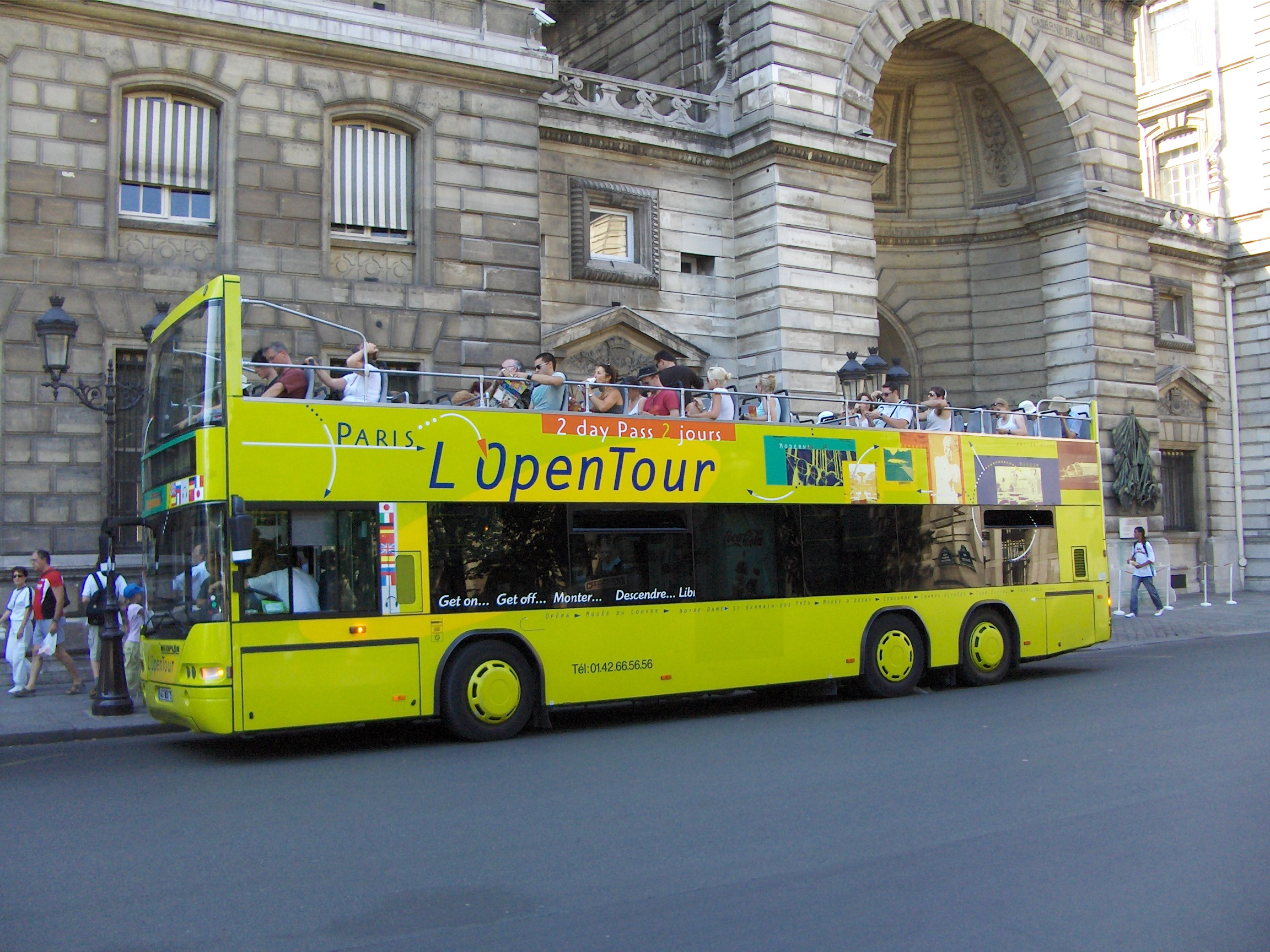
パリのオープントップバス
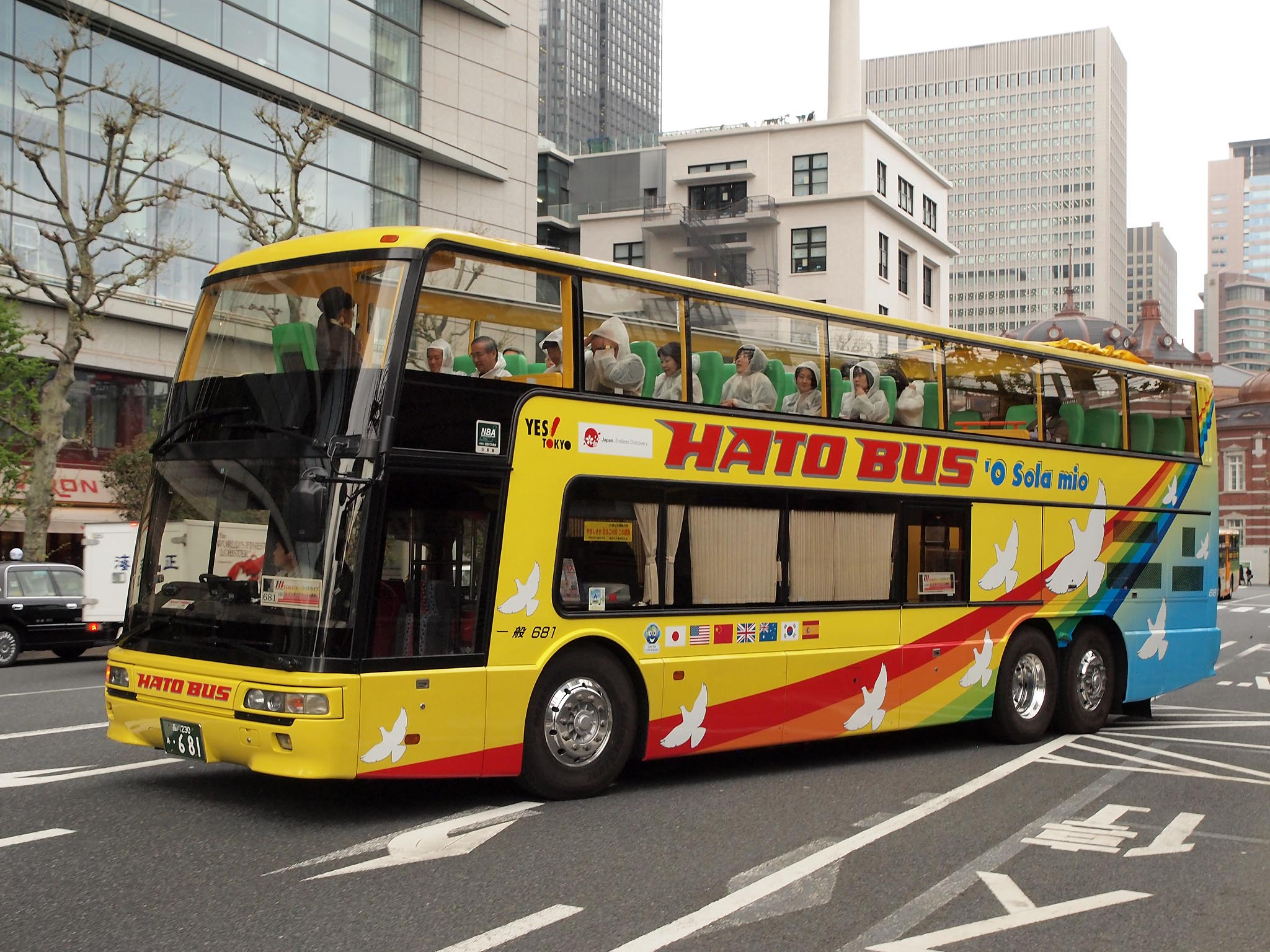
はとバス「オー・ソラ・ミオ」 小雨時に運行される場合、事業者によっては乗客に雨合羽を貸与することがある。
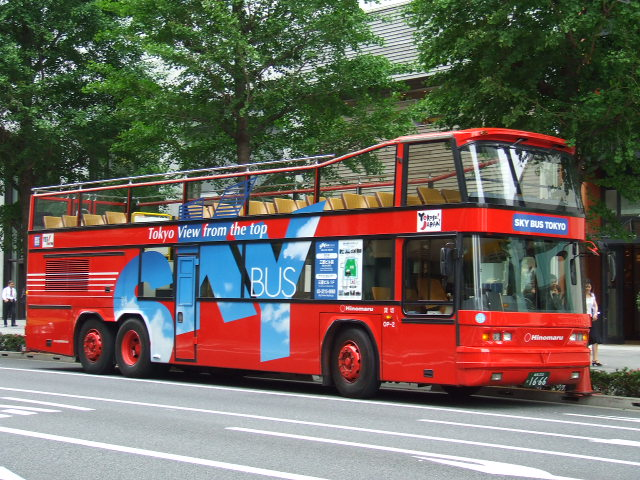
日の丸自動車興業「スカイバス東京」
富士急行「KABA BUS」
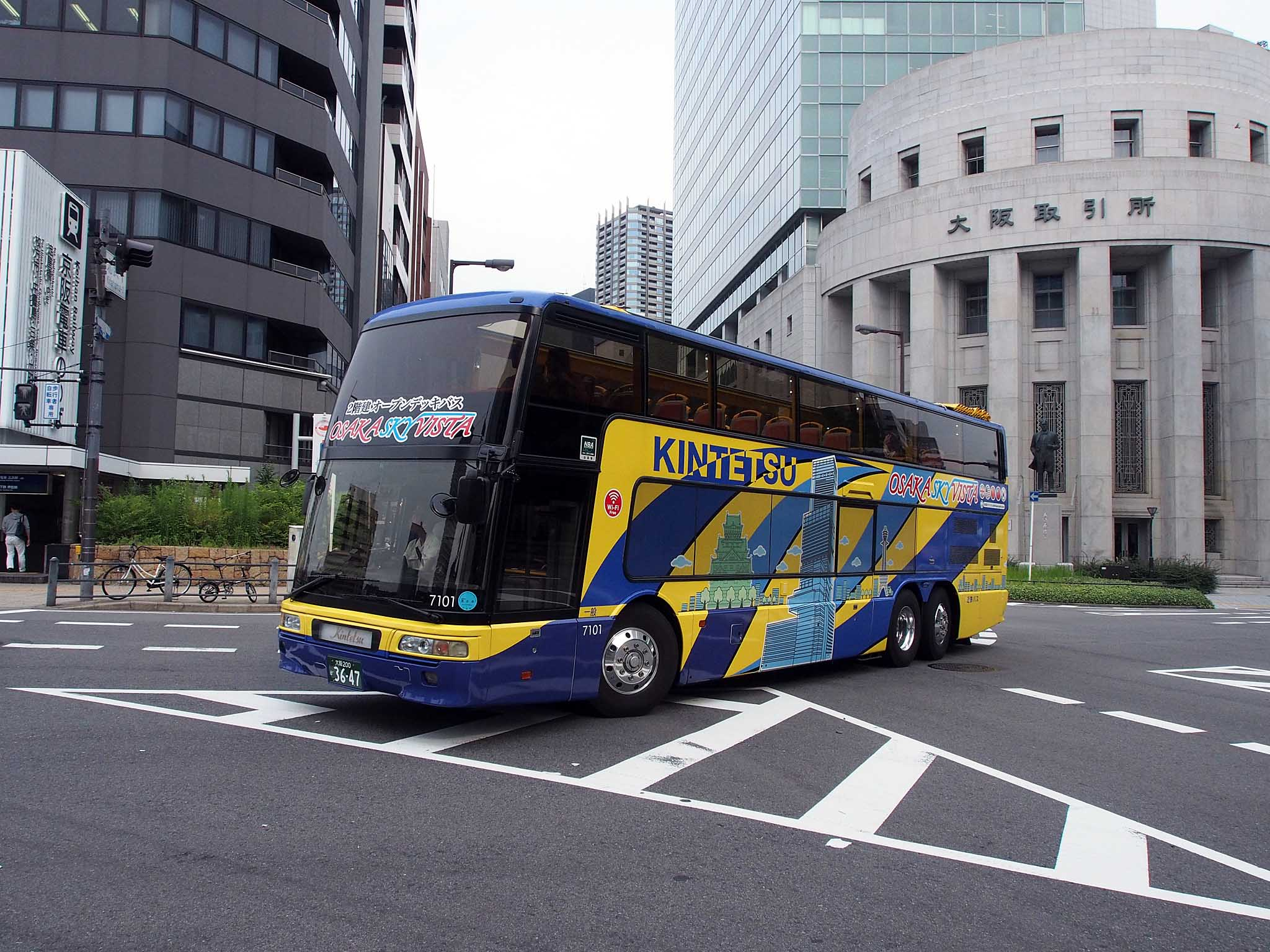
近鉄バス「OSAKA SKY VISTA」（塗装変更前）
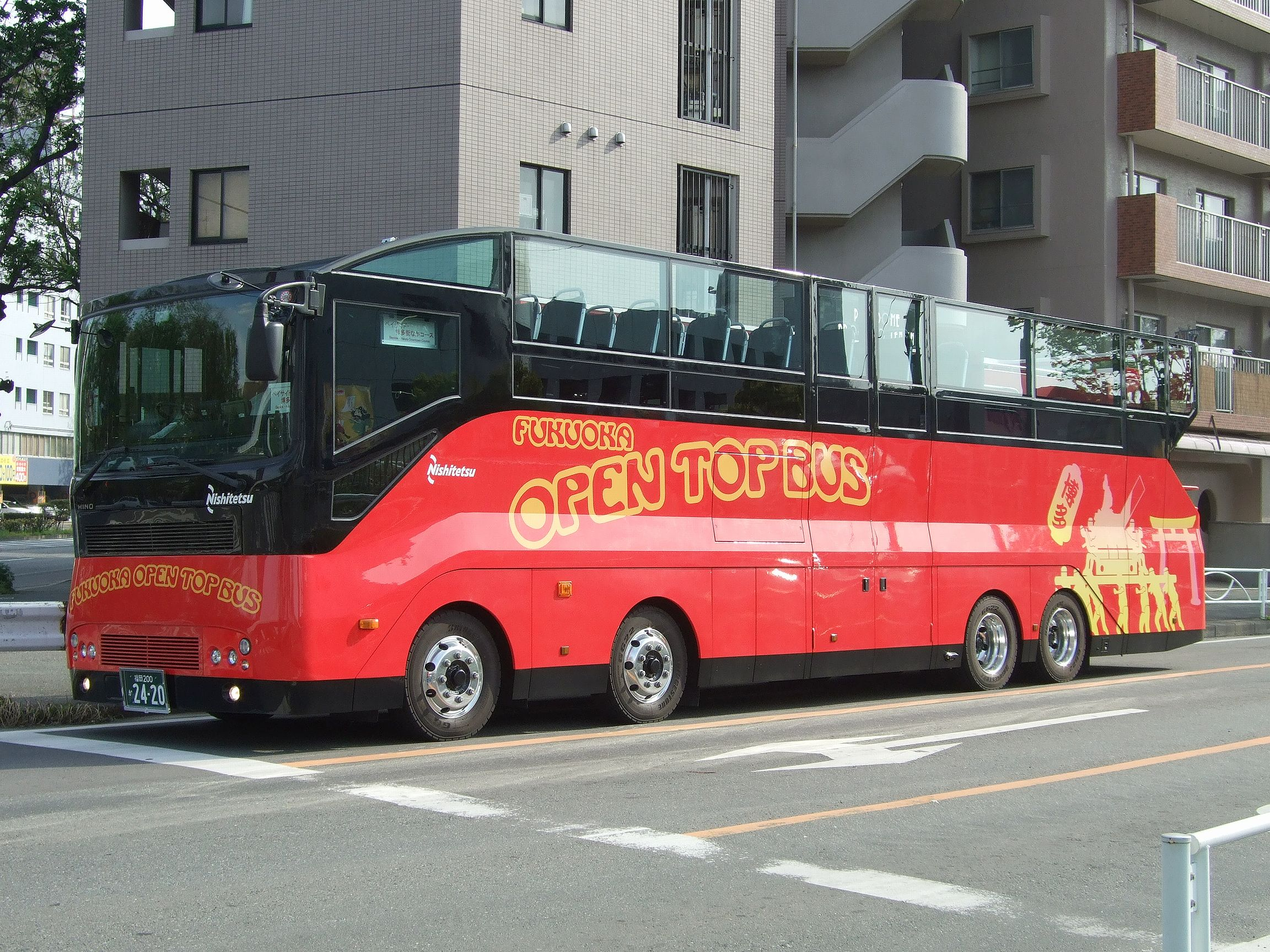
西日本鉄道「FUKUOKA OPEN TOP BUS」
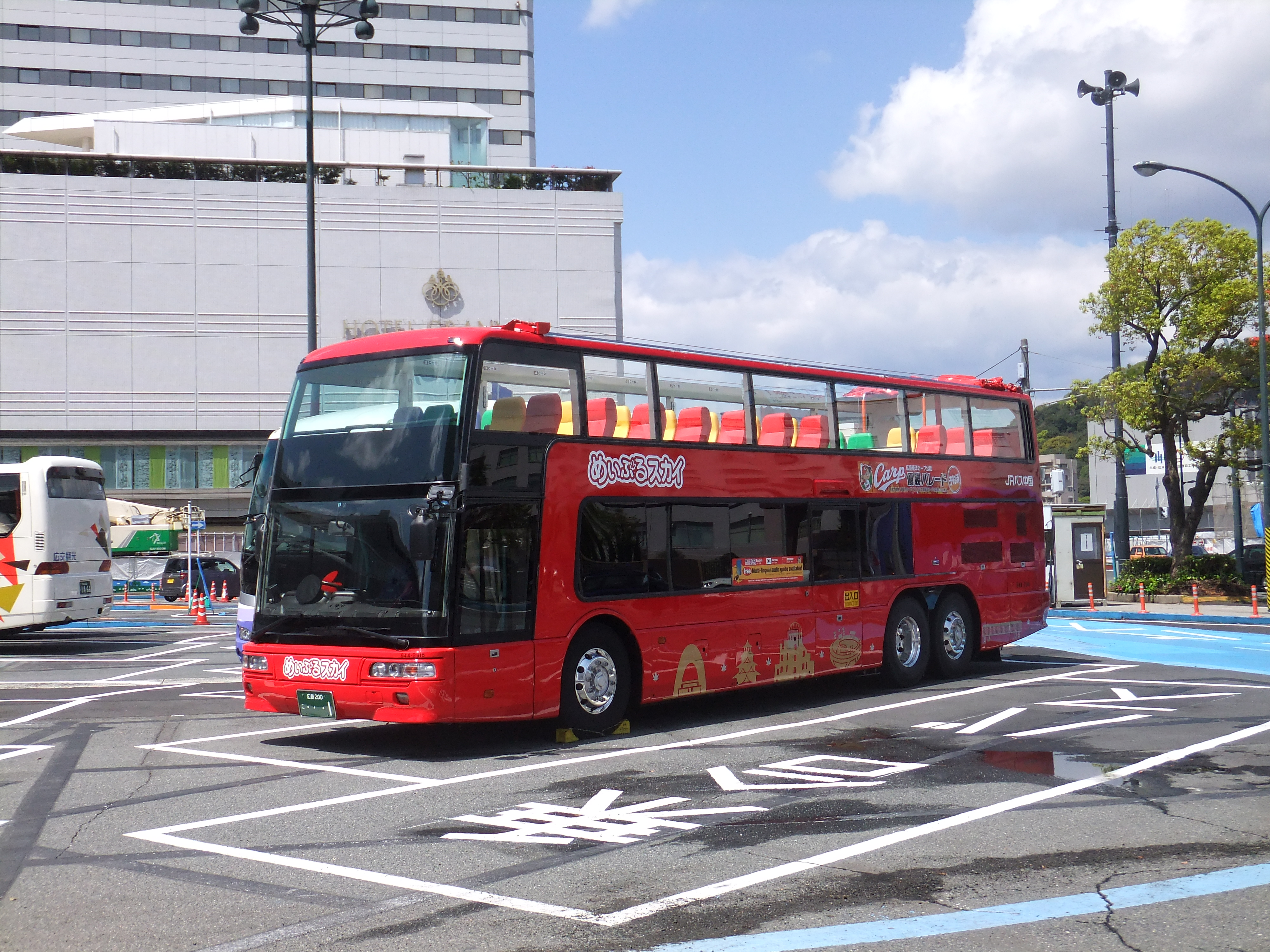
中国JRバス「めいぷるスカイ」844-2916
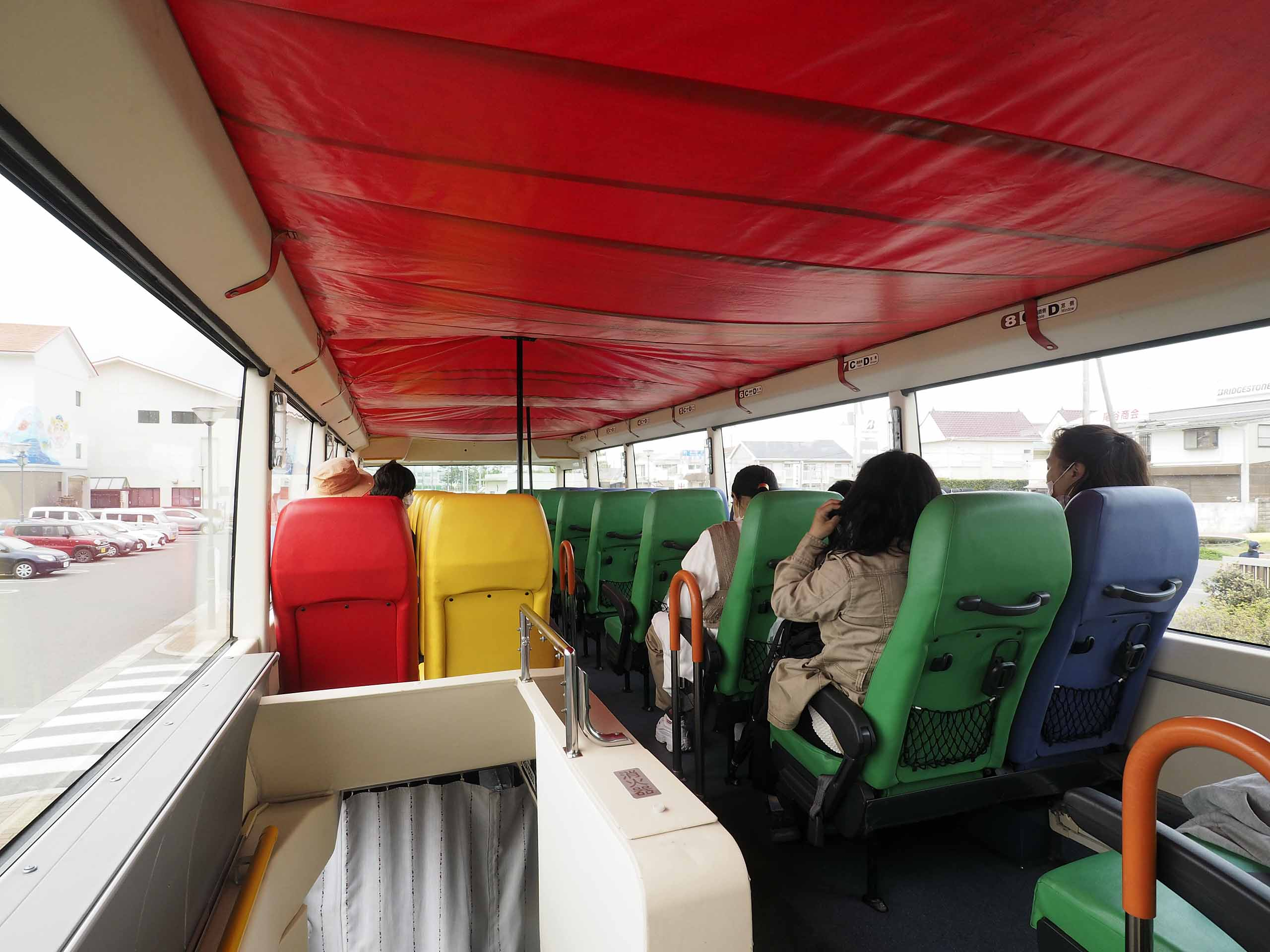
めいぷるスカイの屋根を閉じた状態
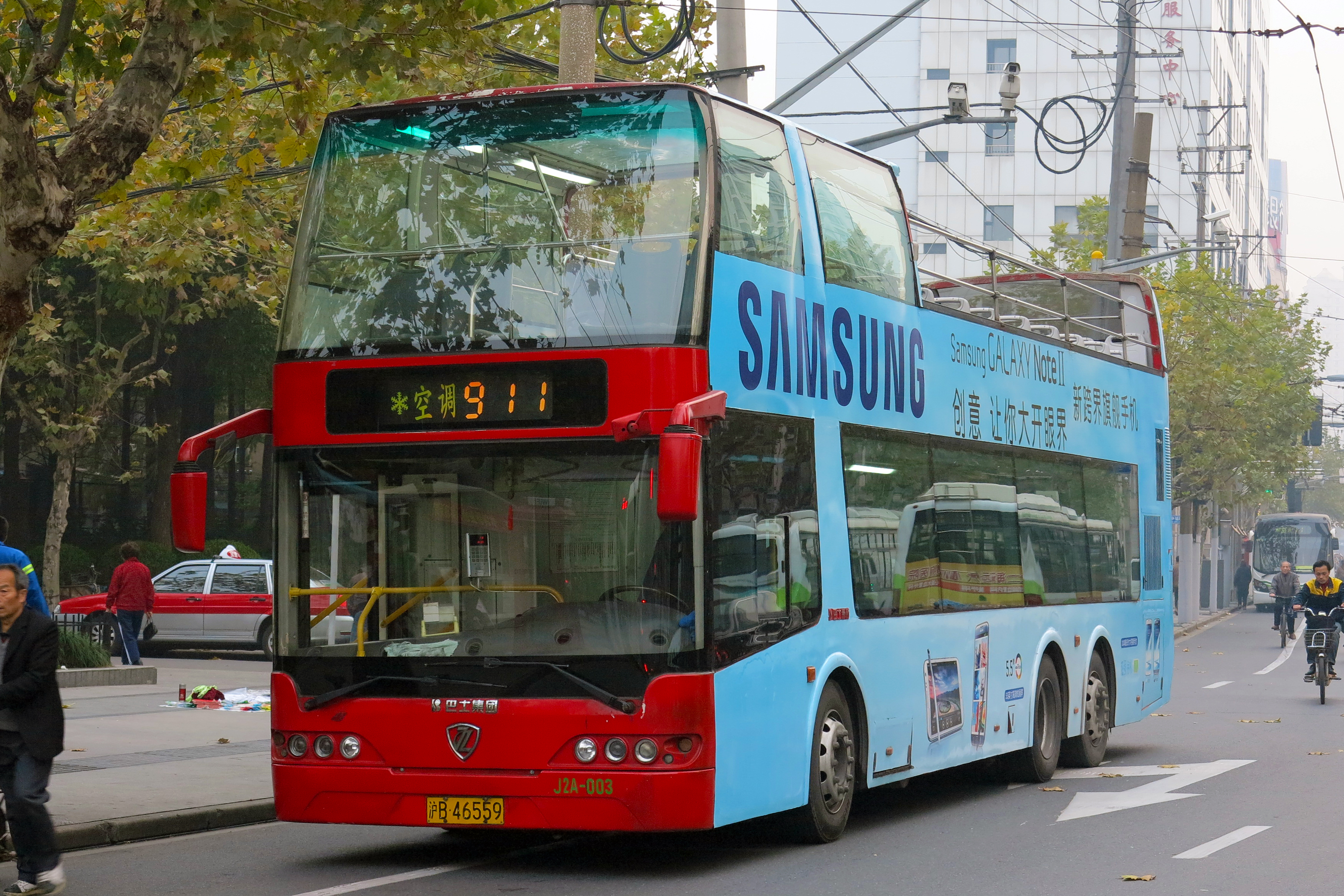
上海の2階建オープントップバス（911路）
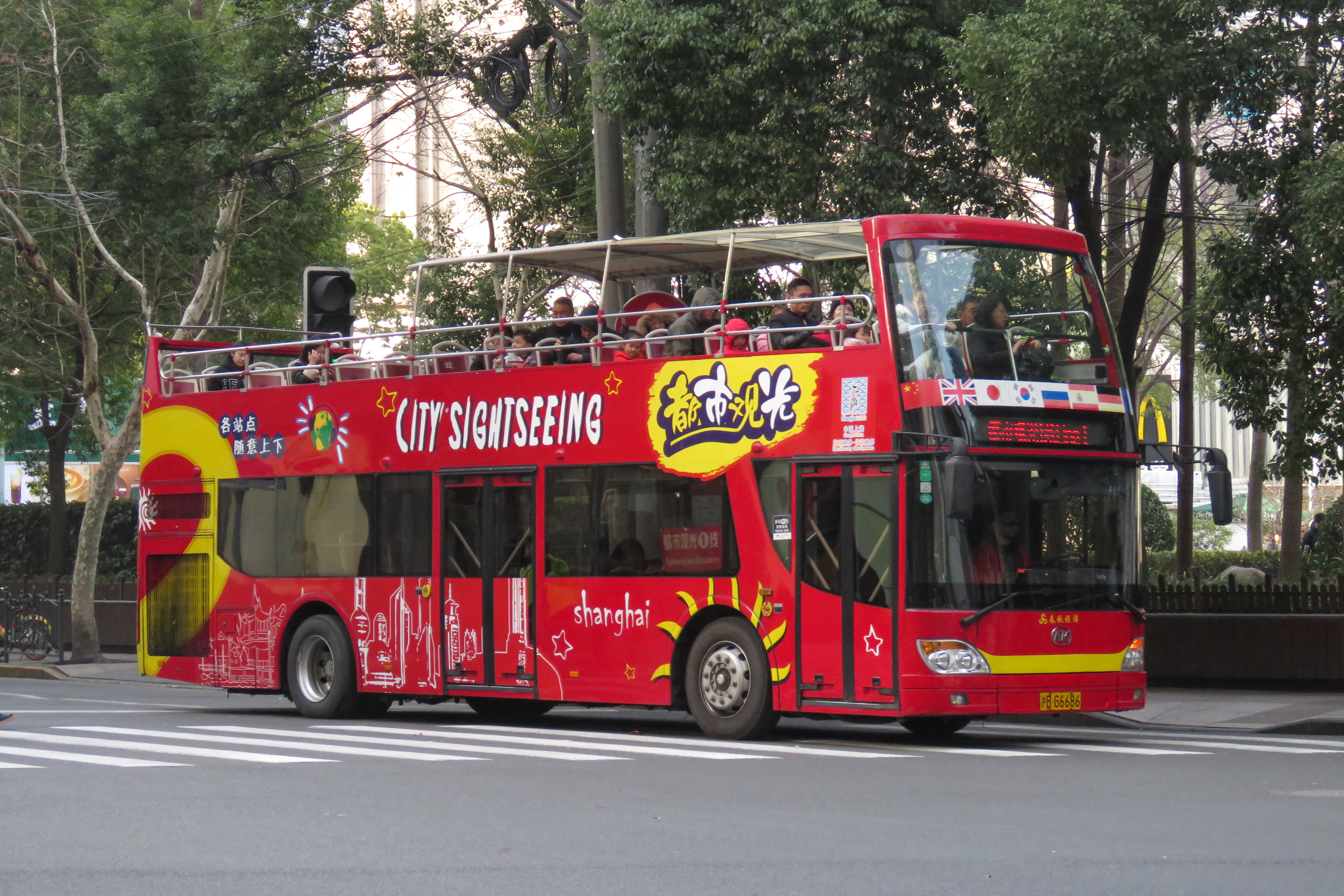
上海の2階建オープントップバス